# Кинематограф Чили
Кинематограф Чили (исп. Cine de Chile) — один из видов художественного творчества в Чили, а также экономические взаимоотношения, связанные с процессом производства и прокатом кинофильмов в стране.

## История

### Истоки
Первый фильм чилийского производства был продемонстрирован в Вальпараисо, в театре «Одеон» 26 мая 1902 года. Эта 3-минутная лента под названием «Тренировка пожарной команды» (исп. Ejercicio General del Cuerpo de Bomberos) была посвящена манёврам пожарных на площади Анибала Пинто в Сантьяго. Не сохранилось никаких данных о режиссёре и съёмочной бригаде этого фильма, а от самой ленты к настоящему времени сохранился только 27-секундный эпизод, который хранится в Католическом университете Вальпараисо.
К 100-летию независимости страны, отмечавшемуся в 1910 году, было выпущено несколько документальных фильмов: «Достопримечательность трансандинской чилийско-аргентинской дороги», «Пейзаж селитряных рудников», «Открытие дворца изящных искусств».

### Эпоха немого кино
В 1910-х годах создаются кинокомпании в Сантьяго и Вальпараисо — «Джамбастиани-фильмс», «Ханс-фрей-фильмс», «Андес-фильмс», которые первоначально занимались производством документальных фильмов, таких как «Древний Сантьяго» (1915), «Праздник студентов» (1916), «Воспоминания о руднике Эль-Теньенте» (1919).
В 1910 году был выпущен первый полнометражный фильм «Мануэль Родригес» (режиссёра Адольфо Урсуа, в главной роли Никанор де ла Сотта), посвящённый жизни национального героя Чили Мануэля Родригеса. С 1917 года начался регулярный выпуск полнометражных игровых картин, в начале 1920-х снималось 10-12 фильмов в год (в 1925 году — 16 фильмов).
Среди первых чилийских кинорежиссёров были Сальваторе Джамбастини, Хуан Перес Беррокал, Хорхе «Кок» Делано, Никанор де ла Сотта, Карлос Боркоске-и-Альберто Сантана, Педро Сьенна. Среди наиболее известных фильмов немого чилийского кино — «Дон Кипанса и Сончо Хоте» (режиссёр Х.Бор, 1921), «Птица без гнезда» (режиссёр К.Карьола, 1922), «Свет и тень» (режиссёр Х.Делано, 1925).
Успешно проявил себя в качестве режиссёра немого кино бывший театральный актёр Педро Сьенна. Сьенна был режиссёром фильма «Крик в море» (1924), а также автором сценария и режиссёром первого чилийского полнометражного фильма, сохранившегося до настоящего времени — «Гусар смерти». Премьера «Гусара смерти» состоялась в Сантьяго 24 ноября 1925 года, фильм посвящён жизни и деятельности Мануэля Родригеса. В 1962 году этот фильм был восстановлен в киноархиве Университета Чили, с музыкальным саундтреком известного чилийского композитора Серхио Ортеги. На Лондонском кинофестивале 2005 года «Гусар смерти» был показан в программе «Сокровища из архива». По оценке Каролины Робино, кинокритика из BBC Mundo, это «чрезвычайно насыщенная лента своего времени. Визуальные образы отличаются исключительным богатством. Сьенна мастерски обыгрывает временные сдвиги, субъективные позиции персонажей и собственные мысли. Он рассказывает без слов эпическую историю с изысканными штрихами юмора, давая точное описание чилийского колониального общества.».
Последний немой фильм, выпущенный в Чили — «Расширенный патруль» (исп. Patrullas de Avanzada) режиссёра Эрика Пахе (1931).
Всего в период между 1910 и 1931 годами в Чили было выпущено 78 фильмов. В 1934 году был поставлен первый звуковой фильм «Север и Юг» режиссёра Делано, в котором снимались театральный актёр А. Флорес и певица Х. Сур.

### Кинематограф 1940-х — 1950-х годов
В 1942 году в целях поддержки национальной кинематографии правительством Чили была создана «Корпорация развития производства» (исп. Corporación de Fomento de la Producción, CORFO), а также государственная киностудия «Чиле-фильмс», которые обеспечивали чилийских кинематографистов техническими ресурсами. Несмотря на это, чилийский кинематограф продолжал испытывать финансовые трудности, а национальный кинопрокат был почти полностью занят фильмами производства США. Среди немногочисленных чилийских фильмов 1940-х кинокритики обычно упоминают ленты «Горькая правда» (режиссёр К.Боркоске, 1945), «Человек, которого увели» (режиссёр Х.Делано, 1946), «Любовь, которая проходит» (режиссёр Х.Бор, 1947), «Проклятый шаг» (режиссёр Ф.Маттер, 1949). В 1942 году в прокат вышел первый полнометражный мультипликационный фильм чилийского производства «Пятнадцать тысяч рисунков».
Кризисные явления в чилийском кинематографе продолжались в 1950-х годах, в период 1951—1961 годов в стране было поставлено лишь 13 фильмов, из которых 5 были поставлены иностранными режиссёрами. К концу 1950-х годов появились два фильма Наума Крамаренко, свидетельствовавшие о приходе «новой волны» в чилийское кино: «Три вида улицы» (исп. Tres miradas a la calle), 1957) и «Пусть собаки лают» (исп. Deja que los perros ladren, 1961).

### «Новое чилийское кино»
1960-е годы характеризуются наступлением эпохи «Нового чилийского кино» (исп. Nuevo Cine Chileno). Ещё в 1957 году при Чилийском университете в Сантьяго был создан Экспериментальный киноцентр, наряду с Институтом кино при Католическом университете Чили. В этот период появился ряд молодых режиссёров, таких как Рауль Руис, Патрисио Гусман, Альдо Франсия и Мигель Литтин, и на экраны широко выходит социально-политическая проблематика.
Документальный фильм 1964 года «Флаги народа» режиссёра С. Браво был запрещён цензурой по политическим соображениям. Широкую известность имели фильмы Н. Крамаренко «Возвращение к молчанию» (1966), А. Ковасевича «Умереть-немного» (1967), Эльвио Сото «Жили-были мальчик, партизан и конь» (1967), П. Каулена «Долгое путешествие» (1967), Р. Руиса «Три грустных тигра» (1968), М. Литтина «Шакал из Науэльторо» (1970), А. Франсия «Вальпараисо, любовь моя» (1969).
В Винья-дель-Мар в 1967 году состоялся первый в истории Фестиваль нового латиноамериканского кино (исп. Festival del Nuevo Cine Latinoamericano).
Широкое обращение к социально-политической тематике в 1960-х годах было характерно не только для чилийского кино, но и для кинематографа других странах Латинской Америки. Аналогичные тенденции наблюдались и в других областях искусства в Чили, как, например, в музыке — Nueva canción. Как отмечают кинокритики на сайте MemoriaChilena, «движение левых чилийских кинематографистов не может быть понято вне контекста формирующейся социальной и политической идентичности латиноамериканского континента».
После прихода к власти правительства Народного единства в 1970 году была национализирована киностудия «Чиле-фильмс», которая обратилась ко всем кинематографистам страны с призывом централизовать кинопроизводство, а в 1972—1973 годах была проведена национализация кинотеатров. Были разделены полномочия в сфере кинопроизводства и кинопроката: производством занималась «Чиле-фильмс», а прокатом — «Континеталь-фильмс». С конца 1972 года в стране начала действовать сеть 16-мм кинопроката, а также многочисленные кинопередвижки, благодаря которым до жителей чилийской периферии доходили фильмы других стран Латинской Америки, а также соцлагеря. За 3 года (1970—1973) в стране было снято 12 полнометражных художественных фильма, 4 полнометражных документальных фильма, около 150 короткометражных фильмов. Популярностью в стране пользовались такие ленты, как «Конец игры» Л. Корнехо, «Операция „Альфа“» Э. Ортеги, «Одной молитвы мало» А. Франсии, «Земля обетованная» и документальный фильм «Товарищ президент» (оба — М. Литтина). Наряду с художественными фильмами социально-политической проблематики, был снят ряд документальных фильмов о мероприятиях правительства Народного единства, как например «Первый год» П. Гусмана.

### Чилийское кино после переворота 1973 года
Военный переворот 1973 года резко изменил ситуацию в чилийском кинематографе. Хунта во главе с А.Пиночетом уничтожила большую часть кинематографического наследия страны. Киноархивы «Чиле-фильмс» и национального телевидения были сожжены, президент «Чиле-фильмс» Э.Паредес — убит, многие сотрудники компании были брошены в тюрьмы и концлагеря, 110 кинематографистов пропало без вести. Протекционистская политика в отношении национального кино была свёрнута, и к концу 1975 года в чилийском кинопрокате снова шли главным образом американские фильмы. Специальным декретом хунты был организован выпуск киножурнала «Новости», задачей которого была пропаганда достижений правящего режима. Многие чилийские кинематографисты эмигрировали из страны, в связи с чем производство собственных фильмов в стране упало практически до нуля.

### Чилийский кинематограф в эмиграции
Многие чилийские кинематографисты, эмигрировавшие из страны, продолжали работать за рубежом — в Мексике, Никарагуа, Швеции, а также в странах соцлагеря — СССР, Болгарии, ГДР, на Кубе. На Кубе также хранилась чилийская синематека (директор — П. Часкель). Ряд фильмов, начатых в Чили, был завершён режиссёрами в эмиграции — такие фильмы, как документальная кинотрилогия «Битва за Чили» П. Гусмана (1-я, 2-я и 3-я части вышли, соответственно, в 1975, 1976 и 1979 годах), «История» (С. и П. Кастилья), «Уголовная тюрьма» (Р. Руис), «Кулаки против пушек» (Г. Анселовичи, О. Любберт), «История наша, и её делают народы» (А. Рамирес).
Наряду с этим, чилийские кинематографисты в эмиграции сняли ряд новых фильмов, среди которых — художественные фильмы «Ночь над Чили» (1977, режиссёры — С. Аларкон, А. Косарев), «Санта-Эсперанса» (1980, С. Аларкон) и «Падение Кондора» (1982, С. Аларкон), документальный фильм «Чилийская хроника» (1975, режиссёр Лабарка), «События на руднике Марусиа» (1975, М. Литтин, Мексика), «Милая родина» (1975, Б. Гонсалес, ГДР), «Я хотела бы иметь сына» (1973, С. Кастилья, Швеция), «Исчезнувшие узники» (1979, С. Кастилья, Куба), «В Сантьяго идёт дождь» (1975, Эльвио Сото, Франция — Болгария), «Переход» (1978, Орландо Лубберт, ГДР), «Глаза как у моего папы» (1979, П. Часкель, Куба), «Альсино и Кондор» (1982, М. Литтин, Никарагуа).

### Чилийское кино 1990—2000-х
После ухода от власти А.Пиночета и восстановления демократической формы правления, с начала 1990-х чилийский кинематограф начал возрождаться. В 1992 году был создан национальный художественный фонд Fondart, при поддержке которого производится около 90 % чилийских полнометражных фильмов. Многие фильмы, выпущенные в конце 1980-х — начале 1990-х годов, были встречены критикой со стороны как кинематографистов, так и зрителей — как например, «Джонни сто песо» (Густаво Граф—Марино, 1993), «История футбола» (1997, дебютный фильм Андреса Вуда) и «Грингито» (Серхио Кастилья, 1998).
В 1999 году рекорды кассовых сборов в Чили побил фильм Кристана Галаса «Сентиментальный джокер» (исп. El Chacotero Sentimental), большим успехом пользовались также фильмы «Чёрный ангел» (исп. Ángel Negro, 2000, режиссёр Хорхе Ольгин) и «Огу и Мампато на острове Пасхи» (исп. Ogú y Mampato en Rapa Nui, 2002, режиссёр Александр Рохас). В 2003 году комедия «Секс с любовью» (исп. Sexo con Amor) Бориса Керсия установила новый национальный кассовый рекорд, который оставался непревзойдённым до 2012 года. Чилийские фильмы также стали завоевывать награды на международных кинофестивалях. Фильм Сильвио Кайосси 2000 года «Коронация» получил призы на Монреальском, Уэльвском, Картахенском и Гаванском кинофестивалях; фильм Андреса Вуда «Лихорадка безумца» (исп. La Fiebre del Loco, 2001) получил призы в Картахене и Льейде; фильм «Такси на троих» (англ. Taxi Para Tres, 2001, режиссёр Орландо Лубберт) получил призы на кинофестивалях в Картахене, Гаване, Мар-дель-Плата, Майами и Сан-Себастьяне.

## Современный чилийский кинематограф
В последние годы чилийские фильмы стали успешно участвовать в международных кинофестивалях по всему миру.
Фильм Себастьяна Сильвы 2009 года «Горничная» удостоен двух наград: на фестивале независимого кино «Сандэнс» в 2009 году и «Золотой глобус» за лучший иностранный фильм в 2010 году. В 2010 году документальный фильм Патрисио Гусмана «Ностальгия по свету» (исп. Nostalgia de la luz) дебютировал в составе официальной программы Каннского кинофестиваля, а также демонстрировался на кинофестивале в Торонто, международном кинофестивале в Сан-Франциско, международном кинофестивале в Майами и международном кинофестивале в Мельбурне. В 2012 году фильмы «Виолета отправилась на небеса» Андреса Вуда и «Дикая киска» Мариали Ривас получили награды фестиваля «Сандэнс».
В 2013 году чилийский фильм «Нет» режиссёра Пабло Ларраина впервые в истории чилийского кино вошёл в список номинантов «Оскара» в номинации «лучший фильм на иностранном языке».

### Кинофестивали Чили
- Чилийский Фестиваль документального кино (исп. Festival de Cine Documental de Chiloé)
- Международный кинофестиваль в Лебу (исп. Festival Internacional de Cine de Lebu)
- Международный кинофестиваль в Вальдивии (исп. Festival Internacional de Cine de Valdivia)
- Международный кинофестиваль в Винья-дель-мар (исп. Festival Internacional de Cine de Viña del Mar)
- Международный кинофестиваль в Вальпараисо (исп. Festival Internacional de Cine de Valparaíso)
- Международный кинофестиваль в Сантьяго (исп. Santiago Festival Internacional de Cine).